# Pittima
Pittima è il termine con cui in passato veniva definita, particolarmente nelle repubbliche marinare di Venezia e Genova, ma anche a Napoli, una persona pagata dai creditori per seguire costantemente i loro debitori. Era una sorta di esattore che aveva come compito quello di ricordare a costoro che dovevano saldare il debito contratto.

## Il termine
La pittima poteva gridare a gran voce per mettere in imbarazzo il debitore, e il suo costante pedinamento era volto a sfiancarlo così che si decidesse a saldare il debito, la cui riscossione gli poteva fruttare una percentuale più o meno congrua.
La pittima vestiva di rosso, affinché tutti sapessero che il perseguitato dalla pittima era un debitore moroso. Questo aumentava l'imbarazzo dovuto al pedinamento effettuato dalla pittima.
In particolare nella Serenissima Repubblica di Venezia la figura della pittima era reclutata tra gli emarginati e i disagiati che fruivano di una sorta di assistenza sociale del Doge costituita da mense pubbliche e ostelli a loro riservati. Questi assistiti dovevano però rendersi disponibili a richiesta delle istituzioni per fare la pittima: il debitore pedinato non poteva nuocere a queste figure istituzionali pena la condanna. Il credito doveva essere difeso come il buon nome della maggiore repubblica commerciale dell'epoca.
Pittima è divenuto in seguito sinonimo di persona insistente che si lamenta sempre (ma anche, quindi, in termini speculativi, di percentuale).
In lingua veneta, la frase genericamente più utilizzata per definire pittima una persona è: "Ti xe propio 'na pitima!" (Sei proprio uno che si lamenta di continuo per nulla), equivalente di "T'ê pròpio 'na pìtima!", in lingua genovese. Il termine è usato ugualmente in dialetto fiorentino e compare comunque tra le voci del dizionario italiano Garzanti, che ne dà la definizione di "una persona noiosa, che si lamenta in continuazione di piccole cose". Con lo stesso senso a Napoli si usano frasi tipo: "si' proprio 'na pittima veneziana!"
Il dizionario Treccani ne dà lo stesso significato, dando l'etimologia (lat. tardo epithĕma, dal gr. ἐπίϑεμα, propr. «ciò che è posto sopra») e specificandone il significato originale di "impacco a scopo terapeutico", da cui è derivato il significato di "persona fastidiosa"; viene suggerito il paragone con la parola "impiastro".

## Nella cultura di massa
Fabrizio De André ha intitolato una canzone dell'album Creuza de mä, appunto, A' pittima (La pittima).

Anche Zucchero, nel brano 13 buone ragioni contenuto in Black Cat, accenna alla "pittima del reame", riferendosi con ironia alla sua ex-moglie.